# Инканијамба
Инканијамба (енгл. Inkanyamba) је легендарно створење које наводно живи у језеру код водопада Ховик близу града Питермарицбург у покрајини Квазулу-Натал у Јужној Африци. Племена Зулу верују да је ово велика змија са главом коња. Највише се појављује по лети. Верује се да Инканијамбин гнев изазива кишу. Криптозоолози верују да би ово могла бити велика јегуља.